# 한식 (절기)
한식(寒食)은 동지로부터 105일 째의 날이다. 양력으로 4월 5일 또는 6일에 해당한다.
한식에는 술·과일·국수·떡·탕·포 등 여러 음식을 만들어 산소에 가져가서 제사를 지낸다. 또한 낫으로 벌초(伐草)를 하거나 무덤의 잔디를 새로 입히기도 한다. 불을 사용하지 않고, 찬 음식을 먹는 것이 특징이다.
한식의 유래를 살펴보면 다음과 같다. 중국 춘추 시대 진(晋)나라에 문공이란 왕자가 있었는데 임금이 죽고 나라 안이 어수선해지자 여러 나라를 떠돌게 되었다. 문공의 충성스런 신하인 개자추는 문공의 허기를 채워 주기 위하여 자기의 넓적다리 살을 베어내어 구워 먹이기도 하였다. 나중에 임금이 된 문공은 개자추를 까맣게 잊어버렸다. 그로부터 오랜 세월이 지나서야 자신의 잘못을 깨달은 문공이 개자추를 불렀으나 개자추는 산에서 내려오지 않았다. 하는 수 없이 문공은 면산에 불을 질렀으나 그래도 개자추는 어머니와 함께 산에서 내려오지 않고 불타 죽었다. 문공은 너무 가슴이 아파 해마다 이날이 되면 불에 타 죽은 개자추의 충성심을 기리고자 불을 때지 말도록 하였다. 그로부터 한식날이 되면 개자추의 넋을 위로하고자 불을 지펴서 따끈한 밥을 해 먹지 않고 찬밥을 먹는다고 한다.
한식은 양력으로 4월 5일 또는 6일이며 식목일, 청명과 겹치기도 한다. 이 무렵은 씨를 뿌리거나 나무를 심기에 알맞으므로 특별한 놀이를 하지 않고 조상의 묘를 찾아 차례를 지내거나 성묘를 하면서 조용히 하루를 보낸다. 비가 잘 내리지 않는 건조기인데도 개자추의 넋을 위로하기 위하여 비가 내리는 한식을 '물한식'이라 하며, 이날 비가 내리면 그해에 풍년이 든다는 말이 있다.

## 같이 보기
- 한국의 명절

## 참고 문헌
- 이 문서에는 다음커뮤니케이션(현 카카오)에서 GFDL 또는 CC-SA 라이선스로 배포한 글로벌 세계대백과사전의 내용을 기초로 작성된 글이 포함되어 있습니다.

1. ↑  “한식”. 2021년 6월 5일에 확인함.